# 2236 Austrasia
2236 Austrasia eller 1933 FX är en asteroid i huvudbältet som upptäcktes den 23 mars 1933 av den tyske astronomen Karl Wilhelm Reinmuth i Heidelberg. Den har fått sitt namn efter Austrasien ("Östriket") som var ett frankiskt kungarike under merovingerna, från 500-talet till 700-talet.
Asteroiden har en diameter på ungefär 41 kilometer.